# Into His Arms
Into His Arms is een film uit 1999.

## Verhaal
De familie Richards wordt uiteengescheurd als het 7-jarige dochtertje Jennifer verdwijnt terwijl ze met haar moeder, Sharla, aan het winkelen is. Er gaan dagen voorbij, de politie zoekt, de familie bidt, maar ze wordt niet gevonden. Sharla worstelt met de vraag hoe een liefhebbende God dit heeft kunnen laten gebeuren met haar kind, een kind dat zij aan Zijn zorg had toevertrouwd.

## Cast
| Acteur                   | Personage         | Beschrijving         |
| ------------------------ | ----------------- | -------------------- |
| Faye Wefso               | Jennifer Richards | vermiste dochter     |
| Marcia Welsh Kahler      | Sharla Richards   | moeder               |
| Joel King                | Jim Richards      | vader                |
| Christina Carlson-Juntti | Carla Richards    | zus vermiste dochter |
| Travis Opdyke            | Gary Weber        | detective            |